# Viaduc de Fermanville
Le viaduc de Fermanville est un ancien viaduc ferroviaire situé sur le territoire de la commune française de Fermanville, dans le département de la Manche, en région Normandie.
Haut de 32 mètres, avec ses 20 arches et une longueur de 242 mètres il permettait à la ligne de chemin de fer de Cherbourg à Barfleur de franchir, entre 1911 et 1950, la vallée des Moulins, creusée par le petit fleuve Poult.

## Localisation
Le viaduc ferroviaire de Fermanville est situé à 15,5 km après le départ de la gare de Cherbourg-Barfleur et 960 m après celle de Fermanville. Il franchit la vallée du Poult, appelée la vallée des Moulins en raison des nombreux moulins à eau qui s'y trouvent.

## Historique

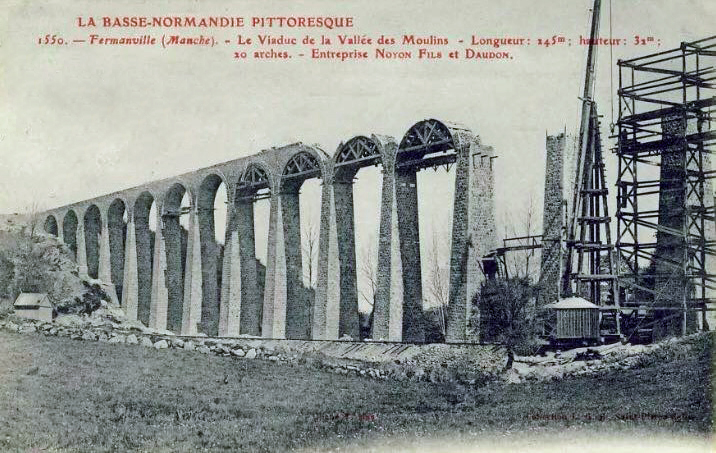
Construction du viaduc. Les piles sont construites et les voûtes sont achevées grâce à des cintres en bois.

La ligne de chemin de fer de Cherbourg à Barfleur est déclarée d'utilité publique par la loi du 24 juillet 1904, afin de dynamiser le tourisme et d'ouvrir des débouchés pour les produits de la pêche et de l'agriculture du Val de Saire. La principale difficulté technique de la construction de la ligne réside dans le franchissement de la vallée du Poult à Fermanville. Le détour par le sud vers Carneville ayant été trop coûteux, il est décidé d'édifier un viaduc pour relier les deux crêtes de la vallée.
Les travaux, confiés aux entreprises cherbourgeoises Noyon et Daudon, débutent en 1908. Sa construction dure deux années, en raison de l'instabilité du sol : certaines fondations ont jusqu'à 14 mètres de profondeur.
La ligne est inaugurée le 8 juillet 1911 et l'exploitation du « Tue-Vâques », à cause des nombreuses vaches tuées car elles s'aventuraient sur la ligne, par la Société des chemins de fer de la Manche (CFM), commence dès le lendemain. En raison de retards, les garde-fous ne sont posés qu'en mars 1912. Le passage du viaduc est alors un moment à la fois attendu et redouté par les passagers du train en raison de l'étroitesse — à peine 5 mètres — de l'ouvrage.

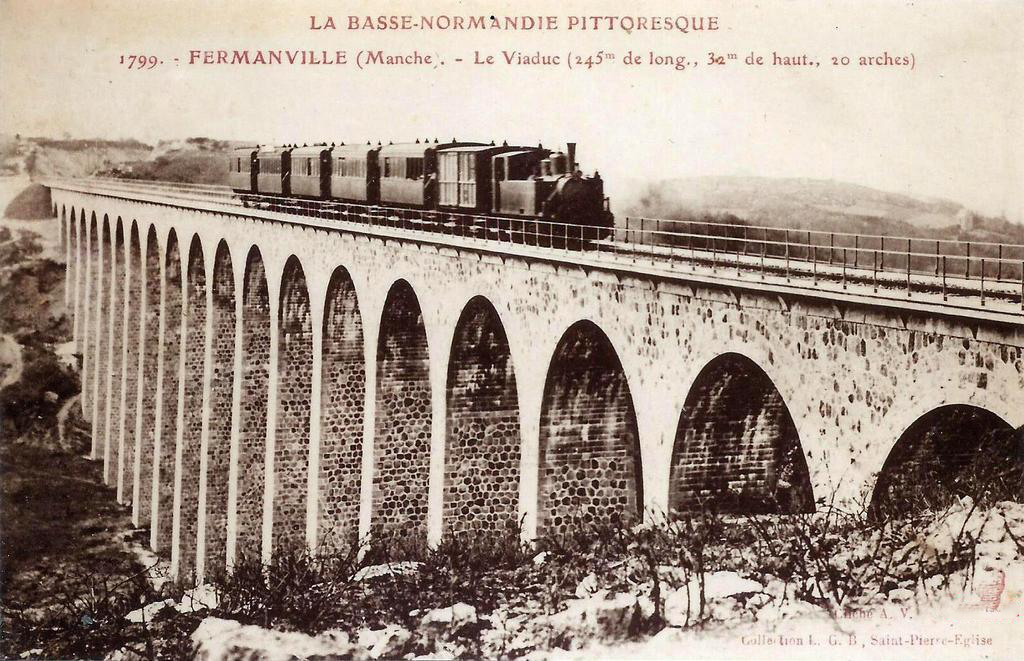
Passage du Tue-Vâques.

Pendant la Seconde Guerre mondiale, le viaduc est saboté par les Allemands devant l'avance de l'armée américaine. En février 1944, ils avaient fixé une charge explosive de mélinite de 250 kg sur chacune des six piles centrales de l'ouvrage. Au matin du 25 juin 1944, les Allemands en déroute évacuent Fermanville et font sauter les charges, détruisant quatre piles, une autre est à moitié détruite et la sixième est restée intacte, laissant 80 mètres de voie de chemin de fer pendre dans le vide entre les deux parties intactes du viaduc. Les explosions détruisent la roue du moulin Fatosme situé à proximité.
La reconstruction à l'identique est décidée dès 1945 et les travaux commencent en 1946. Le viaduc est rouvert au trafic le 25 juin 1947, trois ans jour pour jour après sa destruction.
La ligne est finalement fermée le 30 septembre 1950 pour manque de rentabilité et déclassée le 22 février 1951. Le viaduc est cédé à la commune de Fermanville par le Conseil général de la Manche en 1977 pour un franc symbolique. Depuis, le viaduc de Fermanville est devenu un lieu de promenade et de randonnée. Plusieurs séquences de travaux d'entretien ont eu lieu pour sécuriser l'ouvrage et ses abords, les derniers datant de 2003. Le viaduc devrait faire l'objet d'une inspection détaillée en 2020[Passage à actualiser].

## Caractéristiques

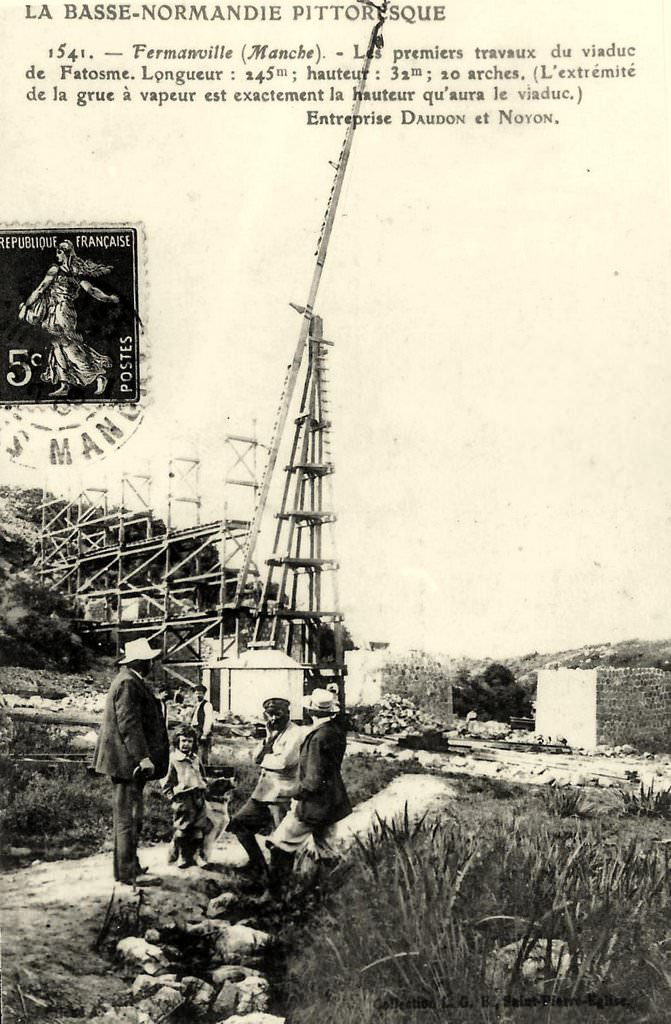
Début de la construction du viaduc.

Le viaduc mesure 242,40 m de long sur 5 m de large et culmine à 32 m au-dessus de la vallée des Moulins. Il comporte vingt arches en plein cintre de 10 mètres d'ouverture. Son tablier de 3,30 mètres de largeur soutient une unique voie de chemin de fer.
Sa construction a nécessité des volumes de 7 000 m3 de granite rose de Fermanville.